# Kaijiang
Kaijiang  (en chino, 开江; pinyin, Kāijiāng; Wade-Giles, K'ai chiang) es un condado  bajo la administración directa de la Prefectura Dazhou en la Provincia de Sichuan, República Popular China.  Su área es de 1030 km² y su población total para 2010 superó los 430 mil habitantes.

## Administración
Desde junio de 2023, el  Condado Kaijiang  se divide en 13 pueblos que se administran en 1 subdistritos, 11  poblados y 1 villa.

## Toponimia
El topónimo Kaijiang [/kái-chiang
/] significa 'Río Kai' y apareció en 1914 con la aprobación para cambiar los nombres repetidos de los condados en las provincias. Antiguamente se llamaba Xinning (新宁). Según el Informe y aprobación para cambiar los nombres de los condados (拟改各省重复县名呈文并批): Al este de la sede del condado se encuentra el río Kai (hoy río Bamiao -拔妙-), de ahí su nombre. A su vez, Kai significa 'abierto' porque smboliza la zona donde confluyen las aguas de la región.